# Tatiana Barbosa
Tatiana Lemos de Lima Barbosa, (Brasília, 10 de diciembre de 1978) destacada deportista brasileña de la especialidad de Natación que fue campeona suramericana en Medellín 2010.

## Trayectoria
La trayectoria deportiva de Tatiana Barbosa se identifica por su participación en los siguientes eventos nacionales e internacionales:

### Juegos Suramericanos
Fue reconocido su triunfo de ser la novena deportista con el mayor número de medallas de la selección de  Brasil en los juegos de Medellín 2010.

#### Juegos Suramericanos de Medellín 2010
Su desempeño en la novena edición de los juegos, se identificó por ser la vigésima sexta deportista con el mayor número de medallas entre todos los participantes del evento, con un total de 5 medallas:

- , Medalla de oro: Swimming 4 × 100 m Freestyle Relay Women
- , Medalla de oro: Natación 4 × 200 m Relevo Libre Mujeres
- , Medalla de oro: Natación Relevo 4 × 100 m Nado Combinado Mujeres
- , Medalla de plata: Natación Libre 100 m Mujeres
- , Medalla de plata: Natación Libre 200 m Mujeres